# تيد بيترسن
تيد بيترسن (بالإنجليزية: Ted Petersen)‏ هو لاعب كرة قدم أمريكية أمريكي، ولد في 7 فبراير 1955 في كانكاكي في الولايات المتحدة.

## وصلات خارجية
- تيد بيترسن على موقع مرجع كرة القدم المحترفة.كوم (الإنجليزية)